# Dave Gahan
David Gahan (n. 9 mai 1962, Epping, Anglia, Regatul Unit) este un cântăreț și compozitor englez, solist vocal al trupei Depeche Mode de la fondare (1980) până în prezent.
El este chiar cel care a pus acest nume formației, care înainte se numea Composition of Sound. Înainte de cooptarea lui Dave Gahan formația Composition of Sound era compusă doar din Vince Clarke, Martin Gore și Andrew Fletcher.
Dave Gahan este solist vocal pe cvasitotalitatea pieselor Depeche Mode sau cântă în duet cu Martin Gore o mică parte a repertoriului. Piesele care nu sunt cântate de Dave Gahan sunt fie instrumentale, fie îl au ca solist vocal pe Martin Gore. Singurele excepții, care nu se încadrează în nici unul dintre cele trei registre menționate sunt: "Interlude #2 - Crucified" (hidden track de pe albumul "Violator", care este practic instrumentală cu excepția unui singur cuvânt, "Crucified", spus de Andrew Fletcher, fapt ce poate cataloga piesa drept singura cântată cu vocea de către acesta), "Are People People?" (recompozitie a piesei "People Are People", prezentă pe single-ul "Master and Servant" și pe ediția de trei CD-uri a albumului "Remixes 81-04" unde până acum nu se știe cu exactitate a cui voce este, versurile fiind o înșiruire de onomatopee care se repetă) și de piesele care inițial sunt cântate de Dave Gahan, dar în anumite concerte au fost cântate de Martin Gore.
Dave Gahan a avut piese compuse de el (în colaborare cu Christian Eigner și Andrew Phillpott) pe ultimele albume de studio ale formației, "Playing the Angel" și "Sounds of the Universe". În 2003 a lansat primul său album solo din carieră, intitulat "Paper monsters", ale cărui piese sunt compuse de el, în aceeași formulă. În 2007 a apărut și al doilea său album solo, "Hourglass".